# Isao Yamagata
Isao Yamagata (山形勲 Yamagata Isao?, n. 25 iulie 1915, Londra, Regatul Unit al Marii Britanii și Irlandei – d. 28 iunie 1996, Fuchu, Japonia) a fost un actor japonez de film.

## Biografie
Isao Yamagata a apărut în aproape 180 de filme între 1951 și 1981.

## Filmografie selectivă

### Filme de cinema
- 1953: La Porte de l'enfer (地獄門 Jigokumon?), regizat de Teinosuke Kinugasa - Wataru Watanabe
- 1954: Cei șapte samurai (七人の侍 Shichinin no samurai?), regizat de Akira Kurosawa - roninul care refuză oferta lui Kambei[3]
- 1954: La Princesse Sen (千姫 Sen-hime?), regizat de Keigo Kimura
- 1954: Trois amours (三つの愛 Mittsu no ai?), regizat de Masaki Kobayashi
- 1955: Nuages flottants (浮雲 Ukigumo?), regizat de Mikio Naruse - Sugio Iba
- 1955: L'Impératrice Yang Kwei-Fei (楊貴妃 Yōkihi?), regizat de Kenji Mizoguchi - Yang Hsien
- 1956: Le Satellite mystérieux (宇宙人東京に現る Uchūjin Tōkyō ni arawaru?), regizat de Kōji Shima - dr. Matsuda
- 1956: Le Chat, Shozo et ses deux maitresses (猫と庄造と二人のをんな Neko to Shozo to futari no onna?), regizat de Shirō Toyoda
- 1957: Gens de rizière (米 Kome?), regizat de Tadashi Imai - Matsunosuke Ota
- 1957: Une histoire d'Osaka (大阪物語 Osaka Monogatari?), regizat de Kōzaburō Yoshimura
- 1961: Akō Rōshi (赤穂浪士?), regizat de Sadatsugu Matsuda - Kataoka
- 1964: Seul contre tous à Ichijoji (宮本武蔵 一乗寺の決斗 Miyamoto Musashi: Ichijōji no kettō?), regizat de Tomu Uchida
- 1964: Jakoman et Tetsu (ジャコ万と鉄 Jakoman to Tetsu?), regizat de Kinji Fukasaku[4]
- 1965: Histoire écrite par l'eau (水で書かれた物語 Mizu de kakareta monogatari?), regizat de Yoshishige Yoshida - Denzo Hashimoto
- 1967: Ultimul samurai (上意討ち 拝領妻始末 Jōi-uchi: Hairyō tsuma shimatsu?), regizat de Masaki Kobayashi - Shobei Tsuchiya[5]
- 1972: Baby Cart : Dans la terre de l'ombre (子連れ狼 死に風に向う乳母車 Kozure Ōkami: Shinikazeni mukau ubaguruma?), regizat de Kenji Misumi - Endo Genba
- 1982: Păstrăvul, regizat de Joseph Losey - Daigo Hamada

### Seriale de televiziune
- Shiroi Kyotō (1967) - profesorul Azuma
- The Water Margin (1973),
- Dokuganryū Masamune (1987) - Mukaidate Takumi

## Distincții
- Ordinul Tezaurului Sacru, cl. a IV-a, raze de aur cu rozetă (1988)

## Legături externe
- Isao Yamagata la Internet Movie Database